# Błotnica Strzelecka
Błotnica Strzelecka (deutsch Blottnitz, 1936–1945 Quellengrund) ist ein Ort in der Gemeinde Strzelce Opolskie im Powiat Strzelecki der Woiwodschaft Opole in Polen.

## Geographie
Das Straßendorf Błotnica Strzelecka liegt etwa acht Kilometer östlich von Strzelce Opolskie (Groß Strehlitz) und 42 Kilometer südöstlich von  Opole (Oppeln) in der Nizina Śląska (Schlesischen Tiefebene). Durch den Ort fließt das Himmelwitzer Wasser (Chrząstawa).
Ortsteil von Błotnica Strzelecka ist Doryszów (Dorishof).
Nachbarorte von Błotnica Strzelecka sind im Westen Warmątowice (Warmuntowitz), im Norden Centawa, im Osten Płużnica Wielka (Groß Pluschnitz) und im Süden Kotulin (Groß Kottulin) sowie Balzarowitz (Balcarzowice).

## Geschichte

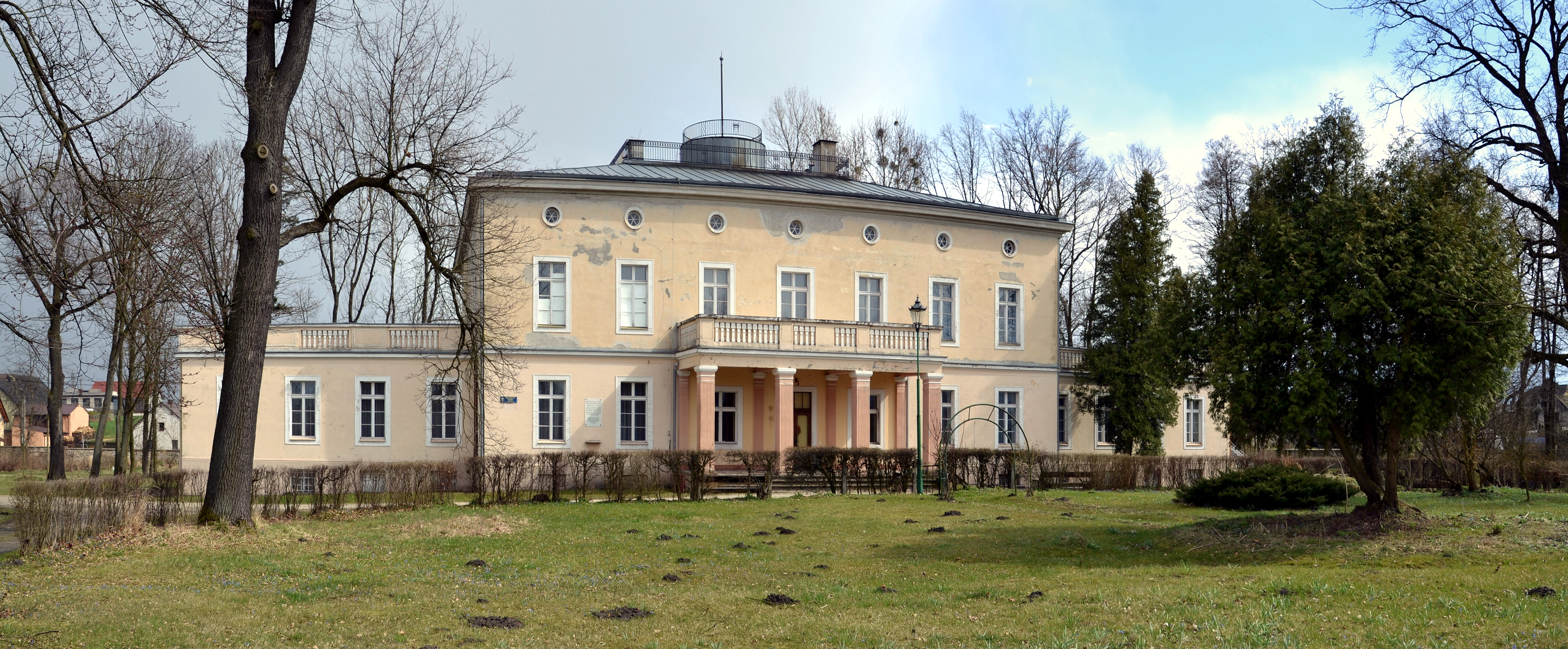
Schloss Blottnitz

Der Ort wurde 1240 erstmals urkundlich erwähnt. Der Ortsname Blottnitz bedeutet in etwa Sumpfplatz, Sumpfort.
Im Jahr 1861 lebten 481 Menschen im Ort. 1865 zählte der Ort 9 Bauern, 12 Freigärtner und 15 Häusler, ein Schloss und eine Brennerei. 1874 wurde der Amtsbezirk Blottnitz gebildet, dem die Landgemeinden Balczarzowitz, Blottnitz, Centawa, Groß Pluschnitz, Nogowschütz und Warmuntowitz und die Gutsbezirke Balczarzowitz Vorwerk, Blottnitz Vorwerk, Centawa Vorwerk, Groß Pluschnitz Vorwerk, Nogowschütz Vorwerk und Warmuntowitz Vorwerk eingegliedert wurden. Erster Amtsvorsteher war der Graf von Posadowsky-Wehner in Blottnitz. 1885 lebten in Blottnitz 592 Einwohner.
Bei der Volksabstimmung in Oberschlesien am 20. März 1921 stimmten 106 Einwohner für Deutschland und 179 für Polen – Blottnitz verblieb in der Weimarer Republik. Im Gutsbezirk Blottnitz stimmten 52 Einwohner für Deutschland und 77 für Polen. Am 27. März 1925 kam es in Blottnitz zu einem Brand, bei dem einige Anwesen betroffen waren. Im Juli 1925 wurden auf einem Feld bei Blottnitz archäologische Funde entdeckt. 1928 wurde der Gutsbezirk Blottnitz aufgelöst und in die Landgemeinde Blottnitz eingegliedert. Im Sommer 1932 kam es zu weiteren Funden von Skeletten und Urnen. 1933 lebten in Blottnitz 786 Einwohner. Am 3. Juli 1936 wurde der Ort in Quellengrund umbenannt. 1939 lebten in Quellengrund 857 Einwohner. Bis 1945 befand sich der Ort im Landkreis Groß Strehlitz.
Als Folge des Zweiten Weltkriegs fiel Blottnitz/Quellengrund 1945 mit dem größten Teil Schlesiens an Polen. Nachfolgend wurde es in Błotnica Strzelecka umbenannt. Die deutsche Bevölkerung wurde, soweit sie nicht vorher geflohen war, weitgehend vertrieben. Die neu angesiedelten Bewohner waren teilweise Zwangsumgesiedelte aus Ostpolen, das an die Sowjetunion gefallen war.
1945 wurde in Błotnica Strzelecka ein Arbeitslager für Deutsche eingerichtet, in dem Bewohner aus der Umgebung interniert wurden. Es bestand bis Oktober 1945. 1950 wurde Błotnica Strzelecka zur Woiwodschaft Opole eingegliedert. Seit 1999 gehört es zum Powiat Strzelecki.

Im August 2008 zerstörte ein Wirbelsturm großen Teile des Ortes, darunter Wohn- und Nebengebäude, die Infrastruktur und den Park.

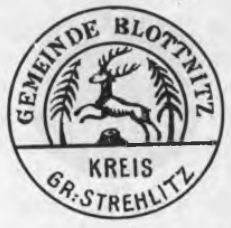
Altes Siegel der Gemeinde

### Wappen
Alte Siegel und Stempel des Ortes zeigen einen über einen Stein nach rechts springenden Hirsch zwischen zwei Nadelbäumen.

## Sehenswürdigkeiten

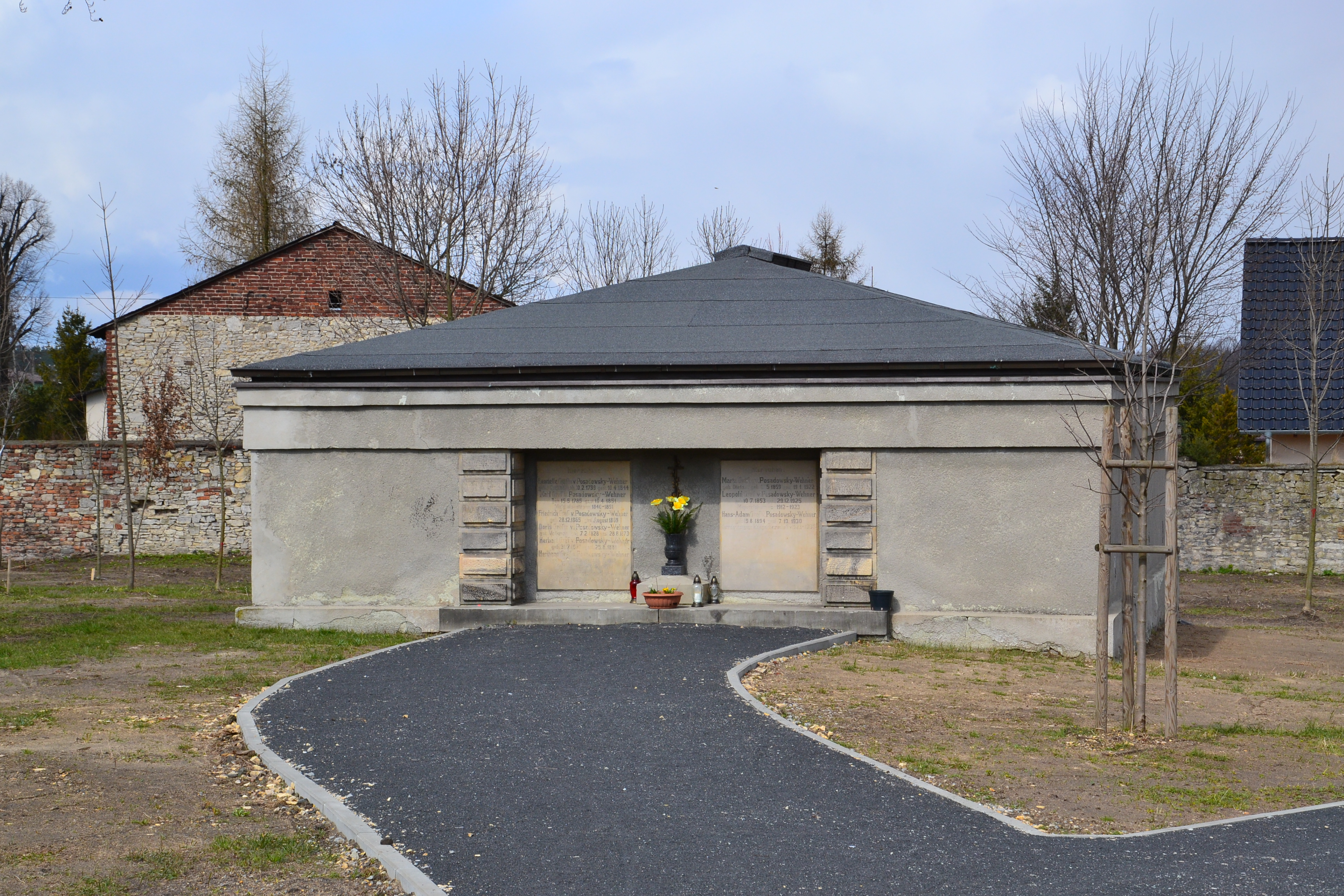
Mausoleum der Familie Posadowsky-Wehner im Schlosspark

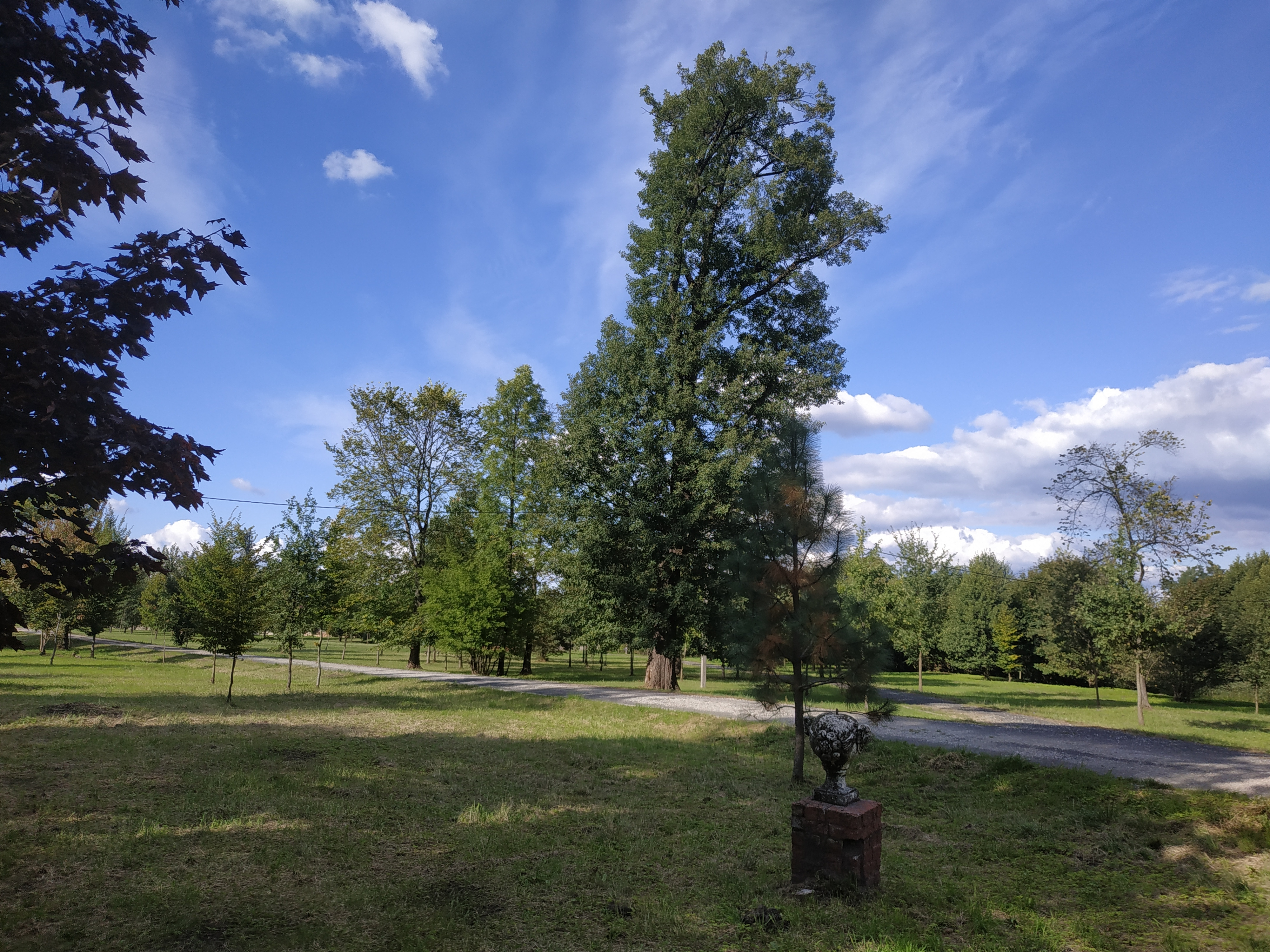
Schlosspark

- das Schloss Blottnitz (Pałac w Błotnicy Strzeleckiej) wurde in der Mitte des 19. Jahrhunderts im klassizistischen Stil errichtet. Der zweigeschossige Ziegelbau steht auf einem rechteckigen Grundriss. Der Schlossbau steht seit 1978 unter Denkmalschutz.[8]
- Die römisch-katholische Kirche mit dem Patrozinium der hl. Hedwig (Kościół św. Jadwigi) wurde ab 1982 errichtet und war 1988 fast vollendet. Bei abschließenden Schweißarbeiten brach ein Feuer aus und zerstörte das Gebäude. 1989 wurde die Kirchenruine abgerissen und bis 1995 neu errichtet. Die Kirchweihe durch den Oppelner Erzbischof Alfons Nossol fand am 18. Juni 1995 statt.[9]
- Mausoleum des Adelsgeschlechts Posadowsky-Wehner
- Empfangsgebäude des Bahnhofes
- Wegekreuze

## Vereine
- Deutscher Freundschaftskreis
- Freiwillige Feuerwehr OSP Błotnica Strzelecka
- Fußballverein Plon Błotnica Strzelecka